# Championnat de France féminin de handball 1986-1987
Navigation
Saison 1985-1986 Saison 1987-1988
Le championnat de France féminin de handball 1986-1987 est la trente-sixième édition de cette compétition. Le championnat de Nationale 1A est le plus haut niveau du championnat de France de ce sport. Douze clubs participent à la compétition. 
À la fin de la saison, l'USM Gagny est désigné champion de France de Nationale 1A, pour la deuxième fois de son histoire, devant le Stade français Issy-les-Moulineaux, tenant du titre.

## Modalités
Le règlement particulier de la Division Nationale 1A féminine est :
- L'épreuve est ouverte aux 10 clubs ayant acquis leur participation selon leur classement au terme de la saison précédente.
- Les équipes se rencontrent en matches Aller et Retour. Le classement s'effectue par addition de points. Le club classé premier au terme de la compétition est déclaré Champion de France 1987.
- Les clubs classés aux 9e et 10e rang de la présente compétition sont relégués en Nationale 1 B. Le club classé au 8e rang dispute une épreuve de maintien en matches Aller et Retour. Il rencontre le vainqueur d'une épreuve de barrage disputée entre les clubs ayant terminé second de leur groupe de la compétition de Nationale 1 B. Le club de Nationale 1 B reçoit au match Aller.

## Classement final
Le classement final est :
1. USM Gagny : Champion de France
2. Stade français Issy-les-Moulineaux (tenant du titre)
3. ES Besançon
4. ASPTT Metz (promu)
5. Bordeaux Étudiants Club
6. ASUL Vaulx-en-Velin
7. ASPTT Nice
8. ASPTT Paris (promu) : barragiste et maintenu
9. ES Colombes : relégué
10. CMS Marignane (promu) : relégué

## Statistiques
Les meilleures réalisatrices sont :